# Mistrzostwa NCAA Division I w Zapasach w 2007
Mistrzostwa NCAA Division I w zapasach rozgrywane były w Auburn Hills w dniach 15–17 marca 2007 roku. Zawody odbyły się na terenie The Palace of Auburn Hills.
Punkty zdobyły 64 drużyny.
- Outstanding Wrestler – Derek Moore

## Wyniki

### Drużynowo
| Kolejność | Szkoła                    | Zespół         |
| --------- | ------------------------- | -------------- |
| 1.        | University of Minnesota   | Golden Gophers |
| 2.        | Iowa State University     | Cyclones       |
| 3.        | University of Missouri    | Tigers         |
| 4.        | Northeastern University   | Huskies        |
| 5.        | Oklahoma State University | Cowboys        |
| 6.        | University of Michigan    | Wolverines     |
| 7.        | Hofstra University        | Pride          |
| 8.        | University of Iowa        | Hawkeyes       |

### All American

#### 125 lb
| Lp. | Zawodnik       | Szkoła     |
| --- | -------------- | ---------- |
| 1.  | Paul Donahoe   | Nebraska   |
| 2.  | Sam Hazewinkel | Oklahoma   |
| 3.  | Troy Nickerson | Cornell    |
| 4.  | Angel Escobedo | Indiana    |
| 5.  | Jayson Ness    | Minnesota  |
| 6.  | Obenson Blanc  | Lock Haven |
| 7.  | Tanner Gardner | Stanford   |
| 8.  | Charlie Falck  | Iowa       |

#### 133 lb
| Lp. | Zawodnik         | Szkoła                   |
| --- | ---------------- | ------------------------ |
| 1.  | Matt Valenti     | Pennsylvania             |
| 2.  | Coleman Scott    | Oklahoma State           |
| 3.  | Nicholas Simmons | Michigan State           |
| 4.  | Matt Keller      | Tennessee at Chattanooga |
| 5.  | Darrel Vasques   | California Poly-State    |
| 6.  | Tyler McCormick  | Missouri                 |
| 7.  | Jake Strayer     | Penn State               |
| 8.  | Andrae Hernandez | Indiana                  |

#### 141 lb
| Lp. | Zawodnik        | Szkoła         |
| --- | --------------- | -------------- |
| 1.  | Derek Moore     | UC Davis       |
| 2.  | Ryan Lang       | Northwestern   |
| 3.  | Charles Griffin | Hofstra        |
| 4.  | Nathan Morgan   | Oklahoma State |
| 5.  | Don Fisch       | Rider          |
| 6.  | Brandon Rader   | West Virginia  |
| 7.  | J Jaggers       | Ohio State     |
| 8.  | Max Meltzer     | Harvard        |

#### 149 lb
| Lp. | Zawodnik         | Szkoła     |
| --- | ---------------- | ---------- |
| 1.  | Gregor Gillespie | Edinboro   |
| 2.  | Josh Churella    | Michigan   |
| 3.  | Dustin Schlatter | Minnesota  |
| 4.  | Lance Palmer     | Ohio State |
| 5.  | J.P. O’Connor    | Harvard    |
| 6.  | Tyler Turner     | Wisconsin  |
| 7.  | Matt Coughlin    | Indiana    |
| 8.  | Jordan Leen      | Cornell    |

#### 157 lb
| Lp. | Zawodnik          | Szkoła     |
| --- | ----------------- | ---------- |
| 1.  | Trent Paulson     | Iowa State |
| 2.  | Craig Henning     | Wisconsin  |
| 3.  | Michael Poeta     | Illinois   |
| 4.  | James Strouse     | Hofstra    |
| 5.  | Matt Kocher       | Pittsburgh |
| 6.  | Charles Schlatter | Minnesota  |
| 7.  | Josh Zupancic     | Stanford   |
| 8.  | Ryan Hluschak     | Drexel     |

#### 165 lb
| Lp. | Zawodnik        | Szkoła           |
| --- | --------------- | ---------------- |
| 1.  | Mark Perry      | Iowa             |
| 2.  | Johny Hendricks | Oklahoma State   |
| 3.  | Matthew Pell    | Missouri         |
| 4.  | Eric Tannenbaum | Michigan         |
| 5.  | Travis Paulson  | Iowa State       |
| 6.  | Mike Patrovich  | Hofstra          |
| 7.  | Deonte Penn     | Edinboro         |
| 8.  | Mike Miller     | Central Michigan |

#### 174 lb
| Lp. | Zawodnik        | Szkoła           |
| --- | --------------- | ---------------- |
| 1.  | Ben Askren      | Missouri         |
| 2.  | Keith Gavin     | Pittsburgh       |
| 3.  | Eric Luedke     | Iowa             |
| 4.  | Matt Stolpinski | Navy             |
| 5.  | Brandon Mason   | Oklahoma State   |
| 6.  | Steve Luke      | Michigan         |
| 7.  | Brandon Sinnott | Central Michigan |
| 8.  | Matt Palmer     | Columbia         |

#### 184 lb
| Lp. | Zawodnik     | Szkoła       |
| --- | ------------ | ------------ |
| 1.  | Jake Herbert | Northwestern |
| 2.  | Jake Varner  | Iowa State   |
| 3.  | Roger Kish   | Minnesota    |
| 4.  | Alex Clemsen | Edinboro     |
| 5.  | Tyrel Todd   | Michigan     |
| 6.  | Mike Pucillo | Ohio State   |
| 7.  | Louis Caputo | Harvard      |
| 8.  | Josh Arnone  | Cornell      |

#### 197 lb
| Lp. | Zawodnik      | Szkoła       |
| --- | ------------- | ------------ |
| 1.  | Josh Gleen    | American     |
| 2.  | Kurt Backes   | Iowa State   |
| 3.  | Chris Weidman | Hofstra      |
| 4.  | James Bergman | Ohio State   |
| 5.  | Phil Davis    | Penn State   |
| 6.  | Jerry Rinaldi | Cornell      |
| 7.  | Mike Tamillow | Northwestern |
| 8.  | Nick Roy      | Michigan     |

#### 285 lb
| Lp. | Zawodnik         | Szkoła              |
| --- | ---------------- | ------------------- |
| 1.  | Cole Konrad      | Minnesota           |
| 2.  | Aaron Anspach    | Penn State          |
| 3.  | Dustin Fox       | Northwestern        |
| 4.  | Ty Watterson     | Oregon State        |
| 5.  | Bubba Gritter    | Central Michigan    |
| 6.  | Wade Sauer       | Cal State-Fullerton |
| 7.  | Payam Zarrinpour | Sacred Heart        |
| 8.  | Mike Spaid       | Bloomsburg          |